# LQR
LQR : la propagande du quotidien est un livre du chirurgien et éditeur Éric Hazan publié en février 2006 aux éditions Raisons d'agir. Ce petit essai dénonce la propagande de la langue de bois moderne telle qu'elle est promue par les médias et les élites dirigeantes. Ses 7 000 exemplaires initiaux ont été écoulés rapidement, et un second tirage de 5 000 exemplaires a été imprimé.

## Description
« LQR » signifie Lingua Quintae Respublicae, allusion à l'analyse linguistique menée par Victor Klemperer pendant la montée en puissance du Troisième Reich et de sa langue qu'il avait baptisée Lingua Tertii Imperii (la « Langue du Troisième Reich » en latin). L'auteur évoque également les figures de George Orwell se battant contre la novlangue et d'Hannah Arendt dénonçant la banalité du mal.
C'est l'histoire qui a inspiré ce livre. Dans la chronique de La Fabrique, Éric Hazan écrit : « De son cachot de Belle-Île, Louis Auguste Blanqui écrit en juin 1852 : "Ils proscrivent les termes prolétaires et bourgeois. Ceux-là ont un sens clair et net ; ils disent catégoriquement les choses. C’est ce qui déplaît. On les repousse comme provocateurs de la guerre civile. Cette raison ne suffit-elle pas pour vous ouvrir les yeux ? Qu’est-ce donc que nous sommes contraints de faire depuis si longtemps, sinon la guerre civile ?". »
LQR est une langue non utilisée par le peuple mais déversée de manière constante par la publicité et les médias, telle la novlangue.
Une émission de Là-bas si j'y suis a été consacrée à ce livre en février 2006.

## LQR, leLangage de laVeRépublique
- Exemples cités par Éric Hazan chez Daniel Mermet en février 2006[2] : 
  - couche sociale pour classe sociale.
  - ensemble pour émancipation ou insurrection.
  - Droits de l'homme pour Droits de tous les hommes.
  - problème pour question.
  - solution pour proposition.
  - élites pour responsables.
  - divertissement pour abrutissement.
  - émeute pour révolte.
  - exclusion pour exploitation ou oppression.
  - partenaires sociaux pour organisations syndicales et patronales.
  - entrepreneurs pour patron ou chef d'entreprise.
  - équité pour égalité.
  - flexibilité ou assouplissement pour précarité.
  - offensive ou dommage collatéral pour crime de guerre.
  - terrorisme pour résistance.
  - pays en développement ou pays émergents pour Tiers-Monde

## Critiques
LQR a reçu un accueil favorable de la part du Monde diplomatique, mais beaucoup plus sévère de la part du Monde. Acrimed a consacré plusieurs articles au livre dont une réponse directe à la critique du Monde.

## Autres essais liés à cette thématique
- On achète bien des cerveaux de Marie Bénilde en mars 2007 aux Raisons d'agir.
- L'industrie du mensonge : lobbying, communication, publicité et médias (collectif, Agone, 2004).
- Manipulé, moi ? Jamais ! (Fernand Ettori et Pascal Genot, First Éditions, janvier 2006)
- Alain Etchegoyen, La valse des éthiques, Paris, François Bourin, 1991, 244 p. (ISBN 2-87686-110-0) — Prix Médicis essai
- Alain Etchegoyen, La démocratie malade du mensonge, Paris, F. Bourin, 1993, 228 p. (ISBN 2-87686-153-4) — Grand prix de l'Académie française.
- Victor Klemperer, LTI, 1947